# Poul Vendelbo Løvenørn
 Der er flere personer med dette navn, se Poul Løvenørn (flertydig).
Poul Thomsen Vendelbo de Løvenørn, født Poul Thomsen (5. april 1686 i Horsens – 27. februar 1740 i København) var en dansk officer, godsejer, gehejmeråd, stiftamtmand og diplomat. Han var overkrigssekretær, dvs. de facto krigs- og marineminister i 1730'erne.
Han var søn af landmand Thomas Poulsen Vendelbo (eller Windelboe) (død 1693) i Horsens og dennes kone Anne Nielsdatter (1645-1708). Faderen døde i 1693 og i 1694 blev moderen gift med konsumptionsbetjent Stephan Jacobsen (1664-1728), stadig i Horsens.
Han studerede teologi og rejste i 1707 til Rusland, hvor han først var lærer og senere blev officer og  generaladjudant hos zar Peter den Store. Mens han var bortrejst døde hans mor. Han vendte tilbage til Danmark i 1711, hvor han blev adlet af Frederik 4.. Løvenørn blev dansk officer og gesandt i Berlin og i 1726 stiftamtmand i Århus, overkrigssekretær i 1730 og gehejmeråd i 1731. Han fortsatte med at stige i graderne og blev general i 1738.
Han nød stor gunst hos såvel Frederik 4. og Christian 6. og fik store æresbevisninger set i forhold til hans beskedne byrd som håndværkersøn: Den 16. april 1722 blev han Ridder af Dannebrog. I 1731 købte han godset Bregentved af kongen på meget favorable vilkår. Han blev elefantridder og ridder af ordenen l'union parfaite i 1739.
I bogen "Gamle ejere til Bregentved" af C.H. Brasch, må bemærkes at det er Poul Løvenørn's underskrift der som den eneste gengives, af den lange række ejere. 
I "Bregentveds Historie" af Arne Majvang fremgår følgende om Poul Vendelbo Thomsens uddannelse: Allerede i skolen  opdagede man, at Poul Vendelbo var en begavet dreng. Han tog studentereksamen og begyndte at studere teologi, men på en mærkelig måde blev dette mål sat til side. Ved et besøg i Norge skulle han en søndag prædike i kirken. Ved denne lejlighed spillede kærligheden ham et puds. En ung pige som  han var blevet kendt med, var gået i kirke for at høre ham. Da han midt under prædikenen fik øje på hende, gik han i stå i prædikenen, og efter denne episode ville han ikke på prædikestolen igen. 
Carl Ploug har skrevet et romantisk digt på seks sider i 1855 om Poul Vendelbo Løvenørns ungdom og møde med hans hustru. Digtet, "Et kys", er medtaget i "Hovedværker i den danske Literatur" (Gyldendal 1883). Digtet beskriver, hvordan Poul Vendelbo Løvenørn var ude at gå med et par venner. Han fik øje på en pige i et vindue og blev berørt. Vennerne væddede med ham og tilbød ham penge til at rejse udenlands for, hvis han turde gå ind til professordatteren og få et kys af hende, mens de så på. Det gjorde han og rejste udenlands i syv år. Han vendte hæderkronet hjem, opsøgte pigen og blev gift med hende 14 dage senere.
Et andet digt blev skrevet ved Poul Vendelbo Løvenørns død af Ambrosius Stub: "Om Poul Vendelbo Løvenørn" (1740).